# 阿博法兹·贾拉利
阿博法兹·贾拉利（波斯語：‎，1998年6月26日—），是一名伊朗职业足球运动员，司职后卫。现效力于伊朗職業足球聯賽球队德黑兰独立，他也代表伊朗国家足球队。

## 荣誉
德黑兰独立
- 伊朗职业足球联赛冠军：2021/22赛季
- 伊朗超级杯冠军：2022